# Less Nándor Emléktúra
A Less Nándor Emléktúra egy évente megrendezett teljesítménytúra a Bükk-vidék területén Less Nándor geográfus emlékére. A túrát rendszeresen 60, 48, 35, 26 és 16 kilométeres távokon rendezik meg, kiinduló- és célpontja Cserépfalu.